# Kaliumperxenat
Kaliumperxenat ist eine anorganische Verbindung aus der Gruppe der Perxenate.

## Herstellung
Kaliumperxenat kann hergestellt werden, indem eine gesättigte wässrige Lösung von Kaliumhydroxid zunächst mit Kaliumpermanganat versetzt wird. In dieser Lösung wird dann Xenon(VI)-oxid aufgelöst. Durch Zugabe von zusätzlicher Xenonsäure und Abkühlen der Lösung entsteht kristallines Kaliumperxenat.

## Eigenschaften
Kaliumperxenat tritt als Nonahydrat auf. Dieses kristallisiert im orthorhombischen Kristallsystem in der Raumgruppe Pbc21 (Raumgruppen-Nr. 29, Stellung 2) mit den Gitterparametern a = 9,049 Å; b = 10.924 Å und c = 15,606 Å sowie 4 Formeleinheiten pro Elementarzelle.